# クバーニ＝黒海ソビエト共和国

クバーニ＝黒海ソビエト共和国
Кубано-Черноморская Советская Республика

左部緑色およびオレンジ色の領域

クバーニ＝黒海ソビエト共和国（クバーニ＝こっかいソビエトきょうわこく、ロシア語: Кубано-Черноморская Советская Республика）は、1918年5月30日から7月6日にかけて存在したロシア社会主義連邦ソビエト共和国構成共和国。
3月にトゥアプセで開催の黒海県ソビエト大会で結成された黒海ソビエト共和国、そして翌4月にエカテリノダールで開催のクバーニ州ソビエト大会で結成されたクバーニ・ソビエト共和国が合同する形で、翌5月27日から30日にかけて特別委員セルゴ・オルジョニキゼ監督の下にエカテリノダールで開催の第3回臨時クバーニ・黒海ソビエト大会において結成が宣言された。中央執行委員会は27人のボリシェヴィキと17人の社会革命党左派から成り、人民委員会議議長にはヤン・ポルヤンが就いた。その後、アントーン・デニーキン率いる白軍義勇軍に対抗するため、7月5日から7日にかけてエカテリノダールで開催された第1回北カフカース・ソビエト大会において、スタヴロポリ・ソビエト共和国、テレク・ソビエト共和国を合邦する形で北カフカース・ソビエト共和国の一部になった。